# Edmund Schulthess
Edmund Julius Schulthess (Villnachern, 2 de marzo de 1868 – Berna, 22 de abril de 1944) fue un abogado y político suizo, miembro del Partido Radical Democrático (PRD).
Entre 1893 y 1912 fue diputado del Gran Consejo del cantón de Argovia, cantón al que también representó en el Consejo de los Estados entre 1905 y 1912. El 17 de julio de 1912 fue elegido Consejero Federal, cargo que ocupó hasta el 15 de abril de 1935. Fue Presidente de la Confederación en cuatro ocasiones (1917, 1921, 1928 y 1933). Posteriormente, fue el primer presidente de la Comisión Federal de Bancos, cargo que desempeñó hasta 1943.
A lo largo de su mandato de 23 años como Consejero Federal, estuvo al frente del Departamento de Economía Pública. Pese a su ideología política liberal, tomó numerosas medidas de corte dirigista en materia de política económica durante la Primera Guerra Mundial y en los años de crisis posteriores, con el objetivo de garantizar el abastecimiento de alimentos y materias primas de Suiza. Trató de encontrar un equilibrio entre los intereses de los empresarios y los de los trabajadores, pero en ocasiones se vio atrapado entre dos frentes. No consiguió que se aprobara la ampliación de la semana laboral a 54 horas, la prórroga del monopolio estatal de los cereales o la introducción del seguro obligatorio de vejez. Tuvo numerosos enfrentamientos con su homólogo Jean-Marie Musy sobre diversos asuntos.

## Biografía

### Familia, juventud y estudios
Su padre, Edmund, se había formado como agricultor en Alemania y había adquirido una finca a orillas del río Aar, cerca de Villnachern, llamada Aarhof. Su madre, Brigitta Cornelia Marth, era natural de Hanau. Era el menor de cuatro hermanos, dos varones y dos mujeres (su hermano mayor, Wilhelm Schulthess, terminó siendo un conocido cirujano ortopédico). Todos ellos recibieron una educación costosa para los estándares de la época. Su sobrina era la escritora y poeta Tina Truog-Saluz. Asistió a las escuelas de Villnachern y Schinznach. Después de finalizar sus estudios en la escuela distrital de Brugg, ingresó en la antigua escuela cantonal de Aarau, donde fue miembro de la fraternidad estudiantil Argovia.
Schulthess aprobó el bachillerato en 1888 y posteriormente estudió Derecho en las universidades de Estrasburgo, Múnich, Leipzig, Berna y París. En 1892 se casó con la francesa Marguerite Disqué, natural de San Quintín, con la que tuvo una hija, nacida en 1902. En 1891, Schulthess trabajó unos meses en Aarau como pasante en el bufete de abogados del influyente Consejero Nacional Erwin Kurz. En el verano de aquel mismo año se presentó por primera vez a las elecciones al Gran Consejo de Argovia, aunque no logró escaño. También en aquel año se instaló en Brugg y abrió allí su propio bufete de abogados.

### Política cantonal y carrera profesional
El 6 de marzo de 1893 se volvió a presentar a las elecciones al Gran Consejo, pero la votación se anuló tras detectarse varios errores formales de la oficina electoral y tuvo que repetirse. El 30 de abril fue elegido diputado cantonal en su segundo intento. Durante su etapa en el Consejo demostró su competencia en cuestiones económicas, por lo que en 1895 fue nombrado presidente de la comisión encargada de redactar una nueva ley tributaria. Asumió la presidencia del Gran Consejo cuando solo contaba con 29 años y en unas circunstancias poco habituales. El 30 de marzo de 1897 fue derrotado en las elecciones a la presidencia por el conservador católico Karl Frey. Sin embargo, este último no consiguió volver a entrar en el Parlamento en las elecciones populares que se celebraron con posterioridad, de modo que la presidencia quedó vacante. El 25 de mayo de 1897, el Consejo eligió a Schulthess para sustituir a Frey como presidente, cargo que ocupó hasta marzo de 1898.
En abril de 1898, Schulthess presentó una moción en la que solicitaba un aumento de la participación del cantón en el Banco de Argovia. Con ello pretendía que el cantón adquiriera la mayoría de las acciones del banco, fundado en 1855, y lo transformara en un banco estatal, como ya había ocurrido en otros cantones. El plan obtuvo el rechazo del Consejero de los Estados Peter Emil Isler, que también era el presidente del banco. Después de largas deliberaciones, finalmente el Gran Consejo aprobó la enmienda constitucional requerida, que sin embargo fue rechazada por un estrecho margen en el referéndum celebrado el 22 de julio de 1900, con un 51,7 % de votos en contra. La creación del Banco Cantonal de Argovia sólo fue posible tras un segundo referéndum celebrado el 23 de junio de 1912, en el que el pueblo se pronunció a favor. En 1901, Schulthess sufrió un nuevo revés en un referéndum, al rechazar el pueblo la reforma de la ley tributaria, que él había contribuido a elaborar. Tres años más tarde se aprobó un proyecto de ley modificado. Schulthess abogó por la elección popular de los miembros del Gobierno y del Consejo de los Estados, una reivindicación que se materializó en 1904 con la correspondiente enmienda constitucional. No obstante, en 1909, siendo Presidente del Comité, se opuso a la elección proporcional del Gran Consejo que reclamaban los socialistas.
Paralelamente a su labor como político, Schulthess ejerció como abogado y se dedicó principalmente a defender los intereses de la industria eléctrica, que en aquel momento se encontraba en plena expansión y que en Argovia tenía un gran peso debido a su gran potencial hidroeléctrico. A raíz de ello, adquirió amplios conocimientos en el ámbito del derecho de aguas. En 1900 comenzó a trabajar como asesor jurídico y auditor para la empresa Brown, Boveri & Cie (BBC), con sede en Baden. Walter Boveri le nombró director de dicha empresa en 1904, pero renunció al cargo al cabo de sólo seis meses. Schulthess intervino como asesor jurídico del cantón de Argovia en el proceso de nacionalización de la compañía Salinas Suizas del Rin Reunidas, que tuvo lugar en 1909.

### Consejo de los Estados
En mayo de 1899, el Gran Consejo eligió a los dos Consejeros de los Estados del cantón de Argovia. El joven Schulthess, de 31 años, que no era candidato oficial, obtuvo sorprendentemente 74 votos, sólo cinco menos que la mayoría absoluta requerida. El 29 de octubre de 1905 se celebró la primera elección popular al Consejo de los Estados, tras quedar vacante el escaño del fallecido Armin Kellersberger. Schulthess recibió el apoyo de la Unión Suiza de Agricultores y de los conservadores católicos durante la campaña electoral, y consiguió imponerse a su adversario Hans Siegrist, alcalde de Brugg, por un margen de unos 5.400 votos. A partir de entonces pasó a representar al cantón de Argovia en el Consejo de los Estados, aunque conservó su escaño en el Gran Consejo. También asumió la presidencia del PRD del cantón de Argovia.
Sus vínculos con la industria eléctrica y con los agricultores (era amigo del director de la Unión de Agricultores Ernst Laur) le permitieron ejercer rápidamente una gran influencia en el Consejo de Estados. Gracias a su experiencia en derecho financiero y laboral, ejerció una notable influencia en los debates del Consejo sobre cuestiones económicas. En 1909, presidió la comisión encargada del tratado entre Suiza y Francia relativo a las vías de acceso al túnel del Simplon. Gracias al exhaustivo trabajo previo de Schulthess, este tratado fue ratificado por unanimidad por el Consejo de los Estados.
El consejero federal Marc Ruchet comunicó su dimisión el 10 de julio de 1912 y falleció tres días después. Además, el 10 de julio falleció también el consejero federal Adolf Deucher, por lo que quedaron dos vacantes por cubrir en el Gobierno federal. El 17 de julio, la Asamblea Federal realizó una votación para elegir a un sustituto, y Camille Decoppet fue elegido para reemplazar a Ruchet. La designación del sustituto de Deucher no estuvo exenta de controversia, ya que el grupo parlamentario del PRD necesitó tres rondas de votaciones para consensuar un candidato. Dentro del grupo parlamentario del partido, Schulthess se impuso a Felix Calonder y Carl Spahn. Ya en la elección oficial por parte de la Asamblea Federal, fue elegido en primera vuelta con 128 de los 194 votos válidos; Calonder obtuvo 23 votos y otros candidatos 25 votos. No hubo polémica en cuanto al reparto de departamentos y a Schulthess se le asignó el de Comercio e Industria (denominado desde 1915 Departamento de Economía Pública). Renunció a los cargos que ocupaba a nivel cantonal, así como a su trabajo como abogado.

### Consejo Federal

#### Hasta el final de la Primera Guerra Mundial

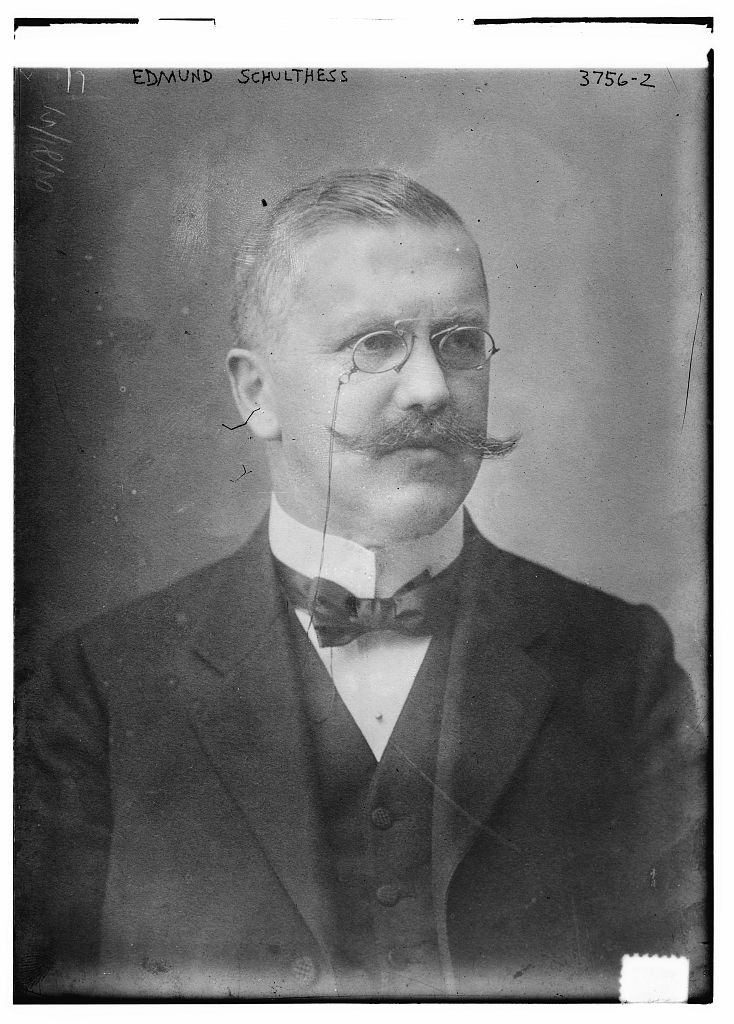
Edmund Schulthess (c. 1916)

Schulthess tomó posesión como Consejero Federal el 19 de agosto de 1912. El primer asunto que le correspondió abordar en el Parlamento fue la ratificación del controvertido Tratado de San Gotardo. El Reich alemán e Italia habían contribuido a financiar la construcción del ferrocarril de San Gotardo en la década de 1870. En 1909, el gobierno federal quiso recomprarlo e integrarlo en los Ferrocarriles Federales Suizos. Los dos estados vecinos obtendrían, como compensación por renunciar a su participación en el capital y los beneficios de explotación, ventajas tarifarias equivalentes a la concesión de la cláusula de nación más favorecida en el conjunto de la red ferroviaria nacional destinada al tráfico de tránsito. Schulthess defendió el acuerdo en abril de 1913 frente a una férrea oposición, sobre todo por parte de la Romandía, aunque finalmente logró convencer a la mayoría. La firma del tratado, que muchos consideraron una limitación de la soberanía nacional, desató un gran movimiento de protesta. En aquella época, el pueblo solo podía pronunciarse sobre los tratados estatales a través de peticiones. Un comité impulsó una iniciativa popular para instaurar la celebración de referendos facultativos en materia de tratados internacionales. Esta iniciativa no se sometió a votación hasta 1921 y fue aprobada por amplia mayoría.
Al estallar la Primera Guerra Mundial, Suiza no estaba preparada y fue necesario organizar la economía de guerra de inmediato. El 3 de agosto de 1914, Schulthess invitó a los gobiernos cantonales y a las asociaciones empresariales a una conferencia. Uno de los principales problemas que se plantearon fue la falta de coordinación en el abastecimiento del país, una situación que tardó varios años en corregirse con la integración de los servicios más importantes en un solo departamento. Schulthess decretó que el precio de la leche no podía superar los 20 céntimos por litro, lo que Ernst Laur consideró un insulto a los ganaderos. El decreto promulgado el 10 de agosto con el objetivo de frenar la subida de los precios de los alimentos no pudo evitar el acaparamiento ni el fuerte encarecimiento de los productos. La Confederación no pudo confiscar los suministros acaparados hasta febrero de 1916. En general, las medidas centralizadoras de la economía de guerra se toparon con una fuerte resistencia política a lo largo de toda la guerra, ya que la libertad de comercio y de empresa estaban profundamente arraigadas en la conciencia económica. El Estado permitió que diversas empresas constituyeran un centro de importación de carbón, que acabó alcanzando una posición de monopolio.
La Confederación se vio abocada a hacerse cargo de la importación de cereales y en 1915 decretó el monopolio estatal. Sin embargo, el racionamiento de alimentos no se empezó a aplicar hasta 1917. Aunque el gobierno y el Departamento de Economía Pública aprobaron más de 200 decretos para garantizar el abastecimiento alimentario del país, la situación fue empeorando progresivamente hasta el final de la guerra, y la inflación no hizo más que aumentar. En junio de 1917, el consejero federal Arthur Hoffmann se vio obligado a dimitir después de que él y Robert Grimm intentaran, sin éxito, negociar una paz separada en el frente oriental. Una de las consecuencias del incidente Grimm-Hoffmann fue que la División de Comercio del Departamento Político pasara a depender del Departamento de Economía Pública, lo que supuso que Schulthess pasara a ser responsable tanto de las importaciones como de las exportaciones. Aunque el bloqueo económico de Suiza por parte de los Aliados terminó en abril de 1919, numerosas restricciones siguieron en vigor, en algunos casos hasta 1922.
Poco antes del estallido de la guerra, el Parlamento había aprobado una nueva ley de fábricas que limitaba la jornada laboral diaria a diez horas. Sin embargo, el conflicto bélico hizo que su aplicación se aplazara hasta 1918, aunque ya en ese momento se consideraba obsoleta. En abril de 1919, tras los efectos de la huelga general de noviembre de 1918, Schulthess logró convencer a las asociaciones empresariales para que limitaran la jornada laboral a 48 horas semanales. Esta postura le valió la acusación por parte de la derecha política de actuar con demasiada condescendencia ante las demandas de los socialistas. La nueva ley entró en vigor en 1920.

#### Década de 1920

Cartel de Robert Stöcklin con motivo de la votación sobre la reforma de la Ley de Fábricas (1924)

Tras experimentar una breve recuperación económica, a principios de los años 1920 Suiza se vio golpeada por una crisis económica. Varios sectores reclamaron la adopción de medidas proteccionistas, ya que sus productos habían dejado de ser competitivos a causa de la devaluación de las monedas de los países vecinos. Schulthess, en lugar de dar concesiones a los distintos sectores, se inclinó por modificar la ley de aranceles aduaneros. La calificó de urgente y en 1921 logró que el Parlamento le autorizara temporalmente a fijar él mismo el arancel aduanero. Dos años más tarde, el Parlamento prorrogó por tiempo indefinido el correspondiente decreto federal urgente. Esta política intervencionista encontró la resistencia de los socialistas y los sindicatos. Éstos promovieron una iniciativa popular que pedía gravar con los aranceles más bajos posibles los alimentos y las materias primas, y con los más altos los artículos de lujo. En el referéndum del 15 de abril de 1923, sin embargo, sólo obtuvo un respaldo del 26,8%, lo que se interpretó como una ratificación indirecta de los aranceles aduaneros de 1921.
Por su parte, la jornada laboral de 48 horas semanales continuó suscitando polémica. En 1921, Heinrich Roman Abt presentó una moción respaldada por 101 signatarios en la que pedía la reforma de la Ley de Fábricas. Schulthess aseguró a la Unión Sindical que el Consejo Federal no la tomaría en consideración. Sin embargo, en mayo de 1922 presentó un proyecto de ley (la «Ley Schulthess») que contemplaba la ampliación de la jornada laboral a 54 horas semanales durante un período de tres años. Alegaba que la reducción de los costes de producción mediante jornadas de trabajo más intensivas incrementaría las ventas de la industria suiza. Los contrarios al proyecto de ley le acusaron de aumentar las cifras de desempleados y de haber contribuido a provocar la crisis con su política de protección arancelaria. El 14 de febrero de 1924 sufrió una amarga derrota en las urnas, ya que la «Ley Schulthess» fue rechazada en referéndum con un 57,6% de votos en contra y una alta participación del 77%. Nunca pudo asimilar del todo esta decisión popular, que le valió la fama de mal perdedor.
Schulthess participó, junto con el ministro de Asuntos Exteriores, Giuseppe Motta, en la Conferencia de Génova de mayo de 1922. En las elecciones al Consejo Federal de diciembre de 1922 obtuvo el peor resultado de los siete consejeros federales. Intentó dotar de una base jurídica estable al monopolio de cereales instaurado en 1915. En noviembre de 1924, propuso al Parlamento que la Confederación renunciara al monopolio de importación, pero que siguiera permitiendo otras medidas de ámbito interno, como el control de precios y las garantías de venta. El Consejo Nacional y el Consejo de los Estados aprobaron la propuesta, pero tres influyentes asociaciones empresariales, partidarias de abolir por completo el monopolio de los cereales, promovieron un referéndum en su contra. Schulthess defendió con vehemencia el proyecto de ley, aunque no se abstuvo de recurrir a simplificaciones polémicas. Su adhesión al intervencionismo estatal incomodó a muchos de sus colegas liberales. El ministro de Finanzas, Jean-Marie Musy, con quien Schulthess nunca se había entendido especialmente bien, se manifestó abiertamente en su contra y se puso al frente de la contracampaña. En el referéndum del 5 de diciembre de 1926, los opositores al monopolio se impusieron por un estrechísimo margen, con un 50,4% de votos negativos. El 3 de marzo de 1929, con el 66,8% de los votos a favor, se aprobó una propuesta de compromiso que contenía numerosas medidas para promover el cultivo de cereales, pero no el monopolio estatal.

#### Década de 1930

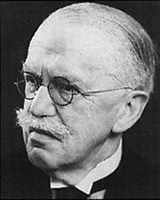
Edmund Schulthess

En 1925, el pueblo votó a favor de un artículo constitucional que confería al gobierno federal la facultad de implantar el Seguro de Vejez y Supervivencia (AHV/AVS) y, más adelante, el Seguro de Invalidez (IV/AI). No obstante, tan sólo se trataba de una declaración de principio y el Departamento de Economía Pública de Schulthess primero tuvo que elaborar una ley de aplicación, una tarea que se prolongó más de cinco años. Tanto el Consejo Nacional como el Consejo de los Estados aprobaron dicha ley de aplicación, así como una nueva ley de fiscalidad sobre el tabaco con la que se pretendía garantizar la financiación de estos sistemas de previsión social. Frente a ambas iniciativas se organizó un movimiento de oposición en los sectores conservadores y eclesiásticos, así como entre los partidarios de un Estado corporativo y los antiestatistas, quienes tacharon el plan de «socialista» y «marxista». Jean-Marie Musy se enfrentó abiertamente a sus colegas del Consejo Federal y rechazó asimismo el proyecto de ley. En el referéndum del 6 de diciembre de 1931, la ley de aplicación del AHV/AVS y el IV/AI no logró el respaldo popular al ser rechazada con el 60,9% de votos en contra, mientras que el impuesto sobre el tabaco destinado a financiar estos sistemas de protección social fue rechazado con el 50,1% (la diferencia fue de apenas 1.926 votos). Para Schulthess esta fue su tercera gran derrota, tras el rechazo al monopolio de los cereales y a la semana laboral de 54 horas. Habrían de pasar otros dieciséis años hasta la puesta en marcha del AHV/AVS y el IV/AI.
Entretanto, la crisis económica mundial también había golpeado de lleno a Suiza. El gasto en prestaciones sociales se disparó, mientras que los ingresos tributarios se desplomaron. Al no prever la Constitución Federal ningún instrumento eficaz para hacer frente a una crisis de este tipo, el Consejo Federal tuvo que tomar medidas por la vía de los decretos extraordinarios con carácter de urgencia. El 23 de diciembre de 1931, la Asamblea Federal autorizó al Consejo Federal a tomar medidas «para proteger la producción nacional». Schulthess se valió de estos poderes para imponer cuotas a las importaciones, así como para bajar los precios y los salarios a fin de que la economía suiza pudiera recuperar su competitividad. No obstante, tuvo que lidiar con las acusaciones de que estaba aplicando una política deflacionista, y Ernst Nobs le reprochó su «manía reduccionista». El 29 de noviembre de 1934, Schulthess pronunció un discurso en Aarau en el que abogaba por la «conexión con la economía mundial». A su entender, la disminución de los salarios y del coste de la vida era un mal menor en comparación con la quiebra de las arcas estatales. Las reacciones al «discurso de Aarau» fueron feroces: los radicales censuraron la «dictadura de los precios» y los conservadores católicos le acusaron de haber asumido de repente las tesis de su archienemigo Musy, que había dimitido; los sindicatos, por su parte, se sintieron traicionados, ya que hasta entonces Schulthess había combatido la iniciativa de crisis. Cansado del cargo y aquejado de asma crónica, presentó su dimisión el 15 de abril de 1935.

### Otras actividades

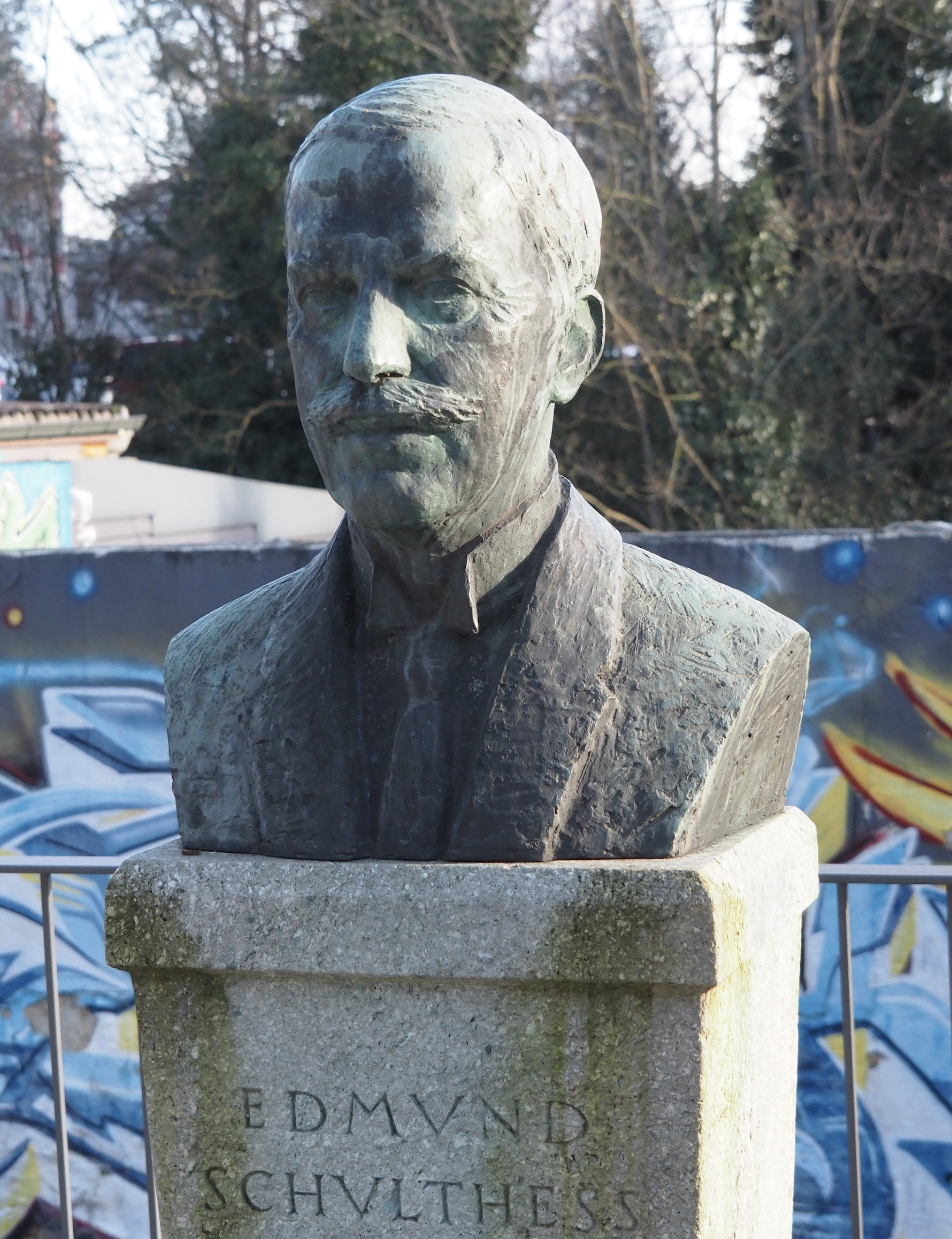
Busto de bronce de Edmund Schulthess, realizado por Max Fueter en 1960 e instalado en Brugg

Tras la entrada en vigor de la nueva Ley Bancaria el 1 de marzo, el Consejo Federal nombró a Schulthess presidente de la recién creada Comisión Federal de Bancos, apenas tres semanas antes de que dimitiera como Consejero Federal. Como tal, participó en los preparativos de la devaluación del franco suizo, que se llevó a cabo el 24 de septiembre de 1936. Durante los años de crisis, la Comisión tuvo que rescatar a numerosas instituciones financieras mediante aplazamientos y reestructuraciones, pero hubo que esperar hasta 1942 para que tales medidas ya no fueran necesarias. También fue jefe de la delegación del Gobierno suizo en la Organización Internacional del Trabajo (OIT). En julio de 1939 fue elegido presidente de la Conferencia de la OIT, pero el estallido de la Segunda Guerra Mundial vació de contenido dicho cargo.
Schulthess fue noticia cuando se reveló, con tres días de retraso, que había aprovechado un viaje privado a Berlín el 23 de febrero de 1937 para reunirse con el canciller alemán Adolf Hitler. Este le habría asegurado que el Reich alemán respetaría en todo momento la inviolabilidad y neutralidad de Suiza. En la primavera de 1943, en medio del convulso panorama bélico, viajó a Portugal para visitar a su hija. A su regreso, enfermo, sufrió varios ictus seguidos y terminó perdiendo la audición y la vista. Murió el 22 de abril de 1944, tras haber perdido el conocimiento unos días antes.